# Minerva (automobile)
Pour les articles homonymes, voir Minerva.
Minerva est une marque belge de bicyclettes, motocyclettes et automobiles créée en 1897 par Sylvain de Jong. La marque, très réputée jusqu'au milieu des années 1930, s'était progressivement spécialisée dans la production de voitures de luxe.
L'emblème de la marque est une tête de femme casquée, représentant la déesse romaine Minerve.

## Histoire

### Bicyclettes et motocyclettes

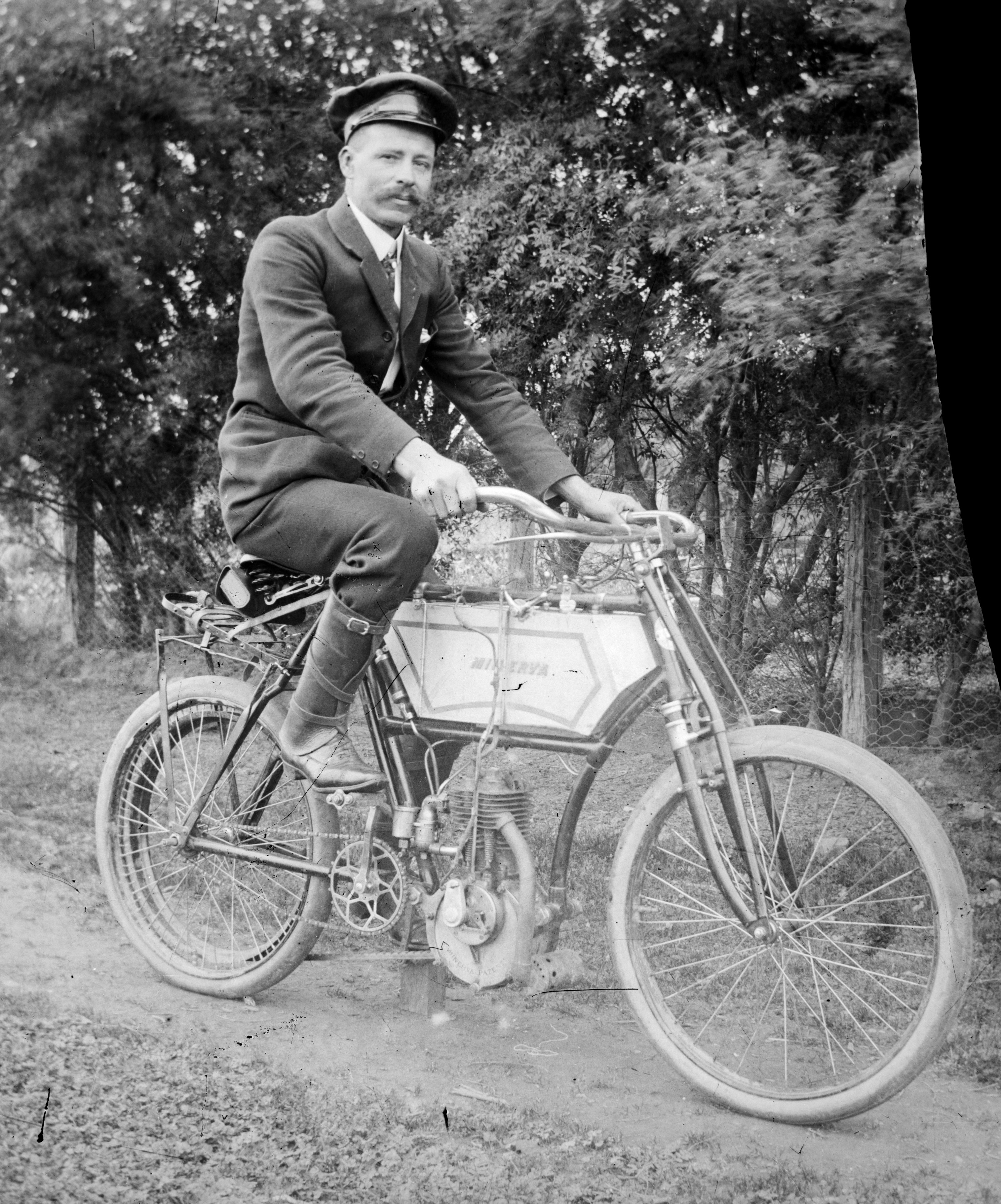
Un homme sur un vélomoteur Minerva en Australie au début du XXe siècle. Photo d'Alice Manfield.

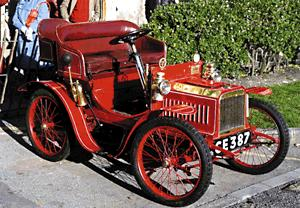
Minerva Type A de 1904.

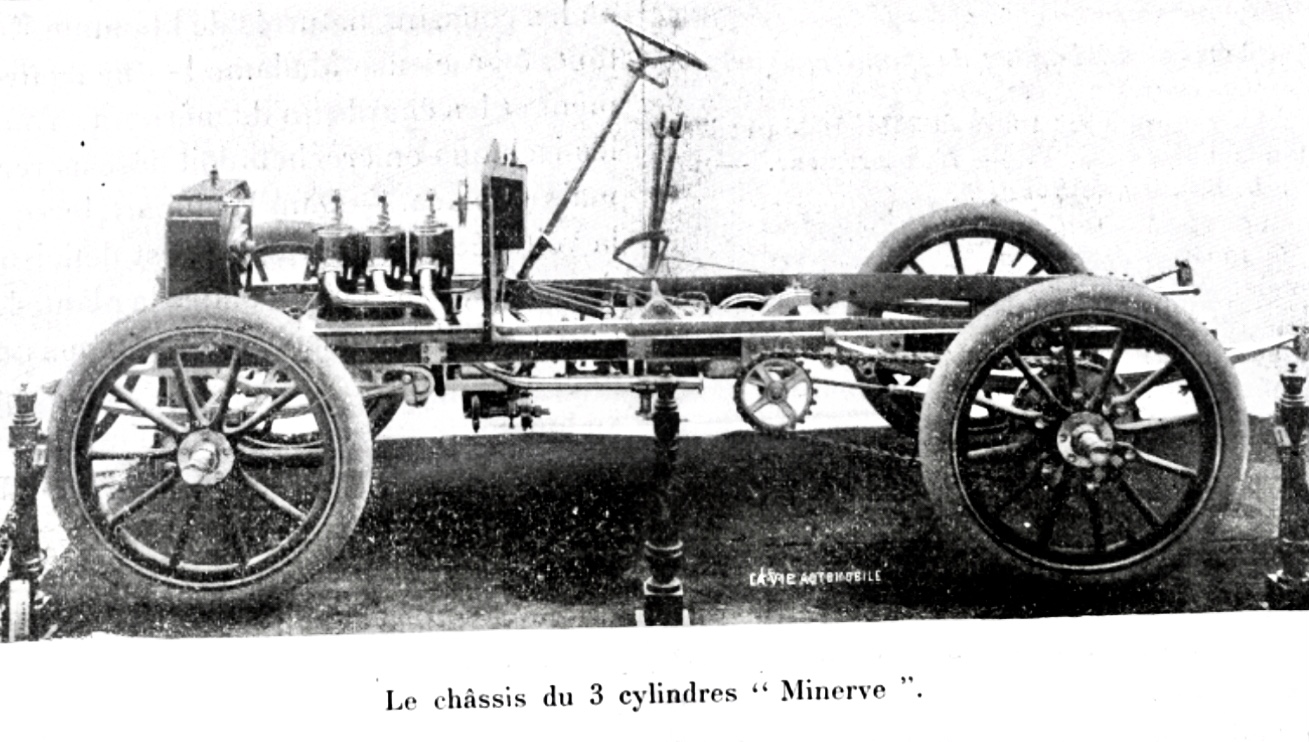
Minerva Type D, 2195 cm³, 15 CV, trois cylindres, alésage de 90 mm, course de 115 mm, de 1904.

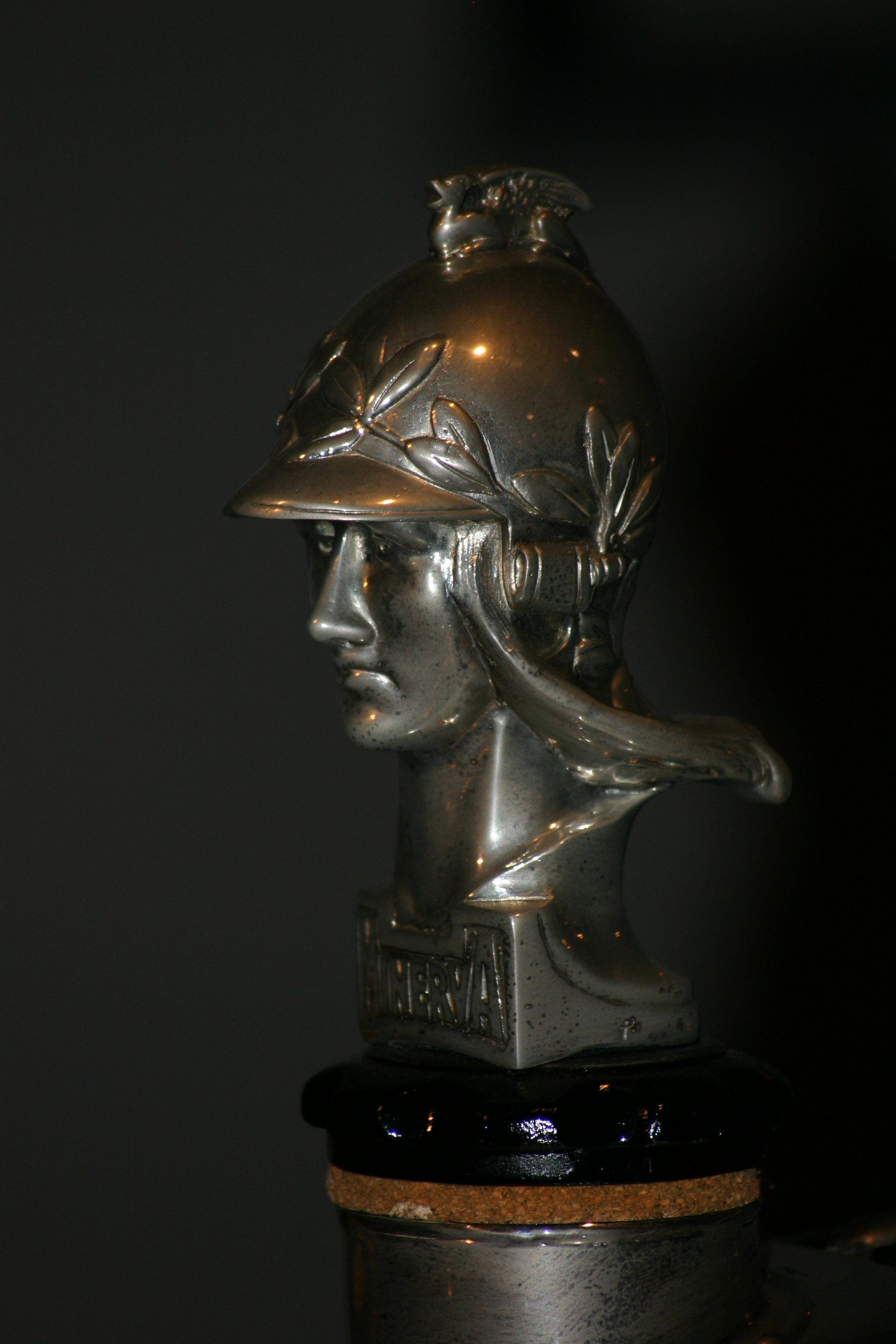
Bouchon de radiateur.

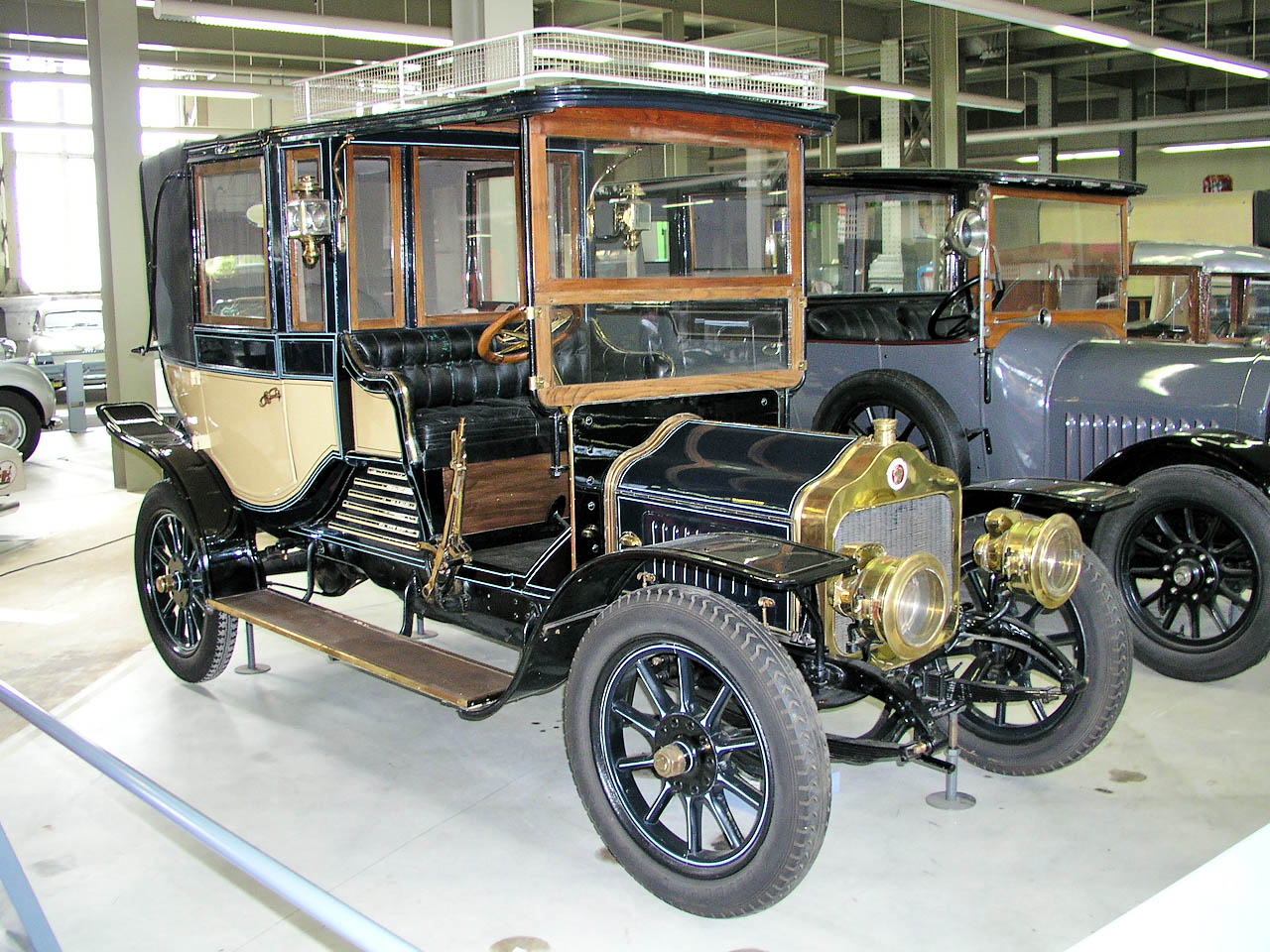
Limousine Minerva WT 16CV de 1910.

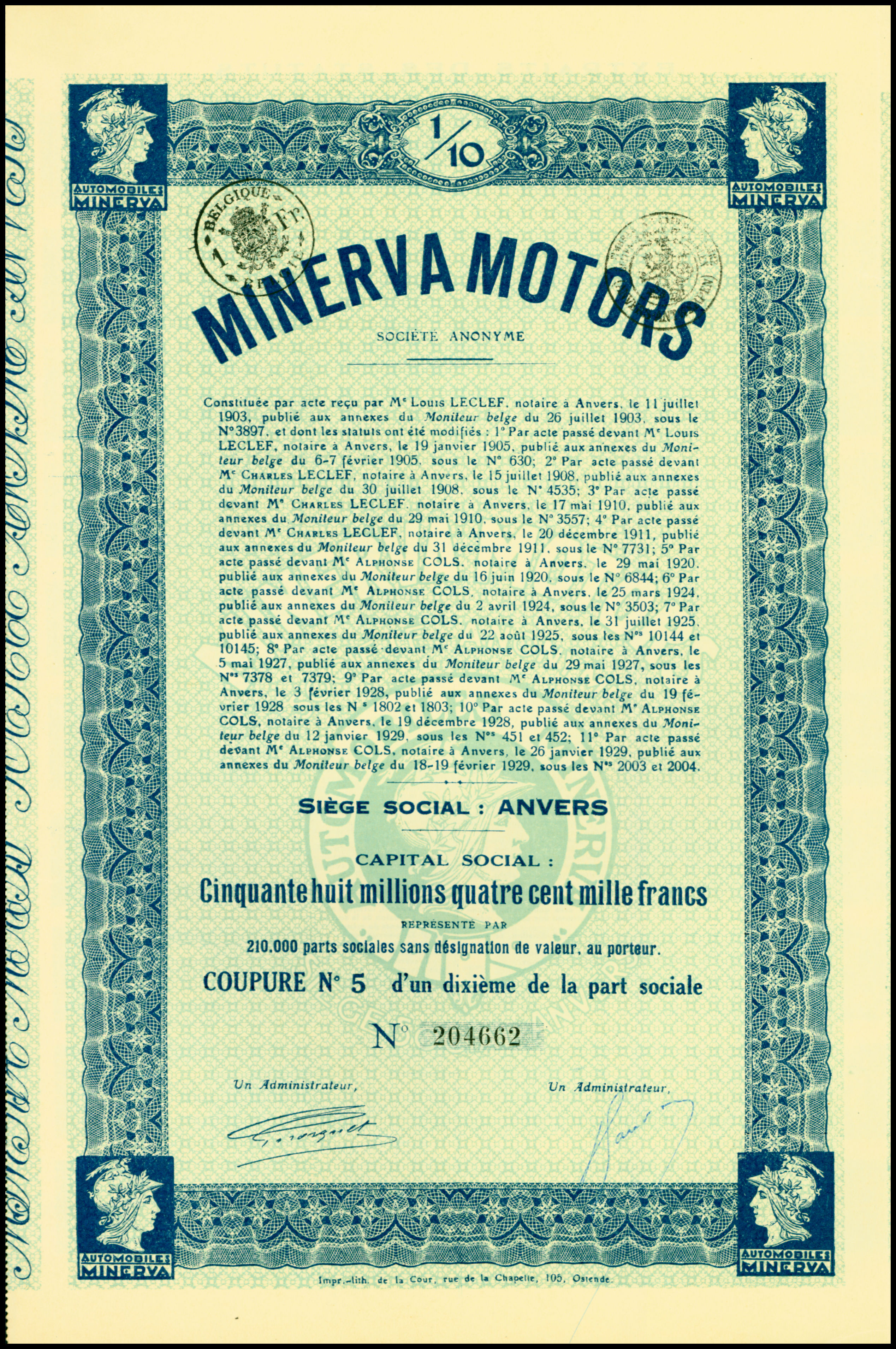
Part Sociale de la Minerva Motors S.A. en date du 19 fevrier 1929

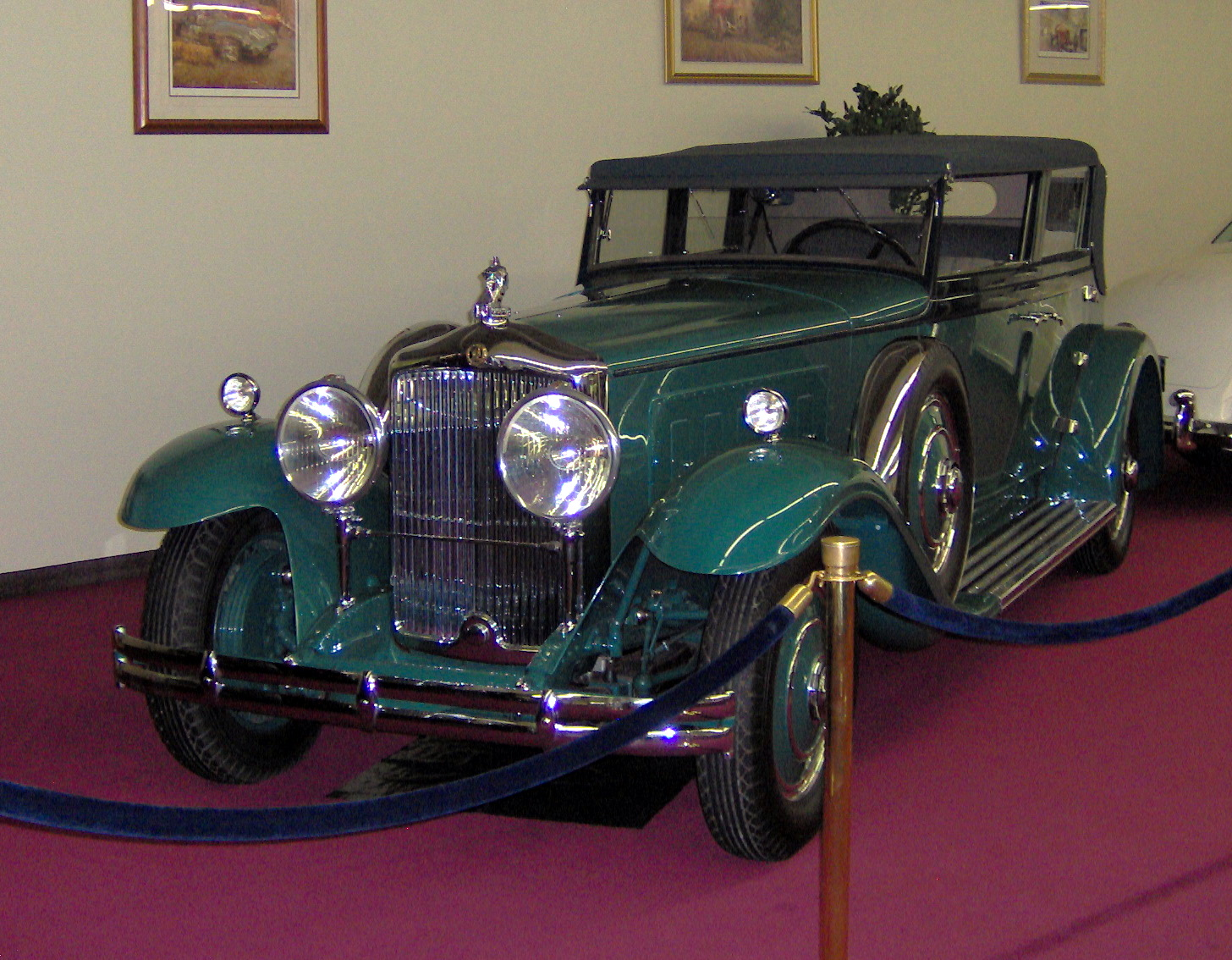
Minerva 8 AL Rollston Convertible Sedan de 1931.

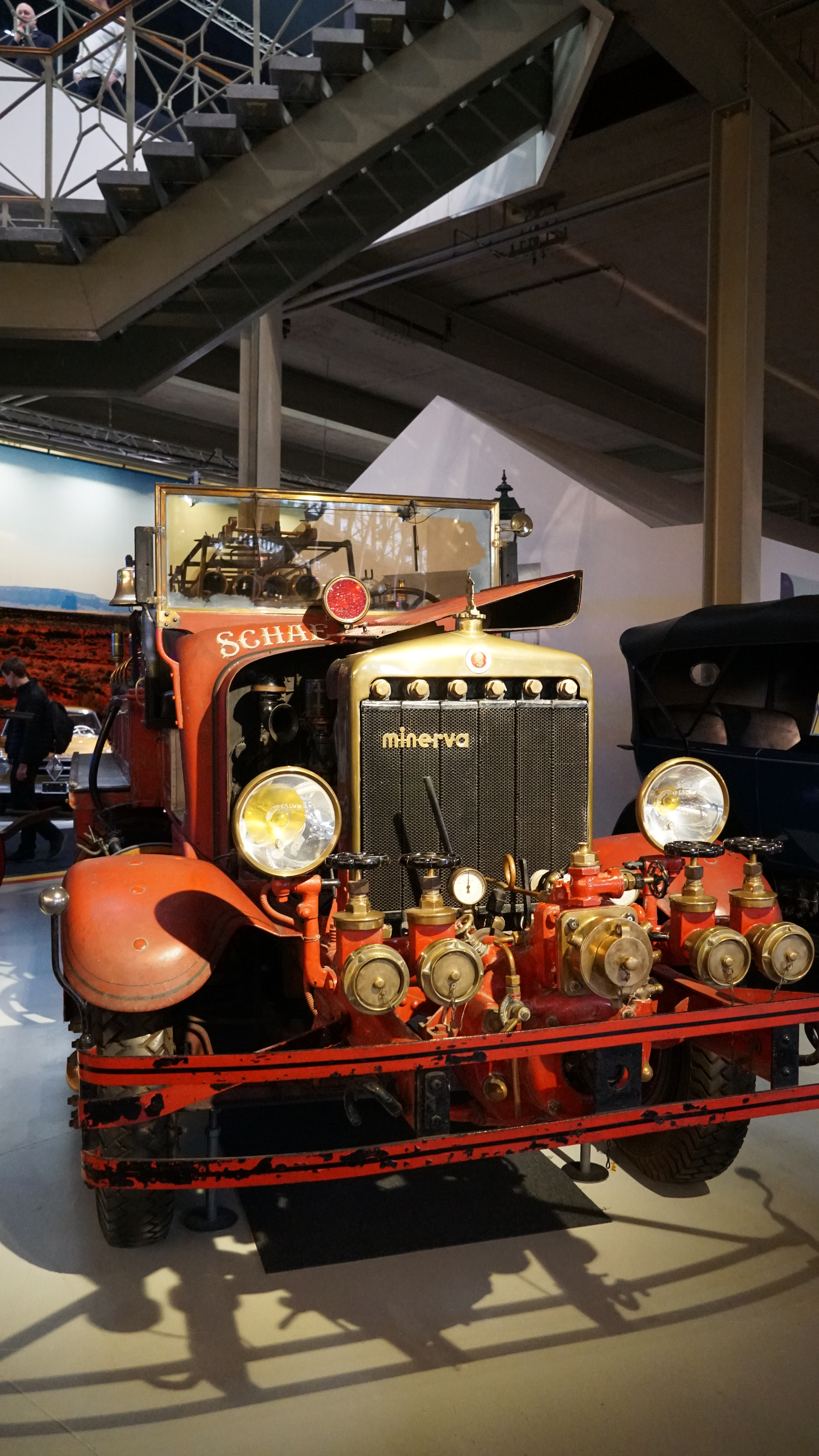
Camion de pompiers Minerva

Le fondateur, Salomon, dit Sylvain, de Jong (1868-1928), né à Amsterdam (Pays-Bas) s'installe à Anvers (Belgique) où, en 1889, il ouvre un commerce de bicyclettes anglaises. En 1895, avec ses deux frères Henri et Jacques et deux commerçants  anversois, il commence à fabriquer des bicyclettes sous le nom Mercury Cycle Co. Puis en 1897, De Jong crée sa propre entreprise, S. de Jong & Co, et change le nom de la marque en Minerva, d'après Minerve, la déesse romaine de la Sagesse dont le nom fait écho à celui des Nerviens, ancien peuple de la Gaule belgique. La firme est située Karel Oomsstraat à Anvers et ne tarde pas à produire 200 vélos par semaine.
Elle se lance ensuite dans la fabrication de moteurs de motocyclettes dont le succès en fera le plus grand fournisseur d'Europe. En 1902, De Jong prend la licence de fabrication d'une motocyclette complète signée des Suisses Hermann Lüthi et Ernest Zürcher et connue sous la marque Zedel (Z.L. au début, initiales des noms des fabricants).

### Minerva Motors Ltd.
En 1902, la société De Jong & Co ajoute à sa production un modèle de voitures 6HP avec un moteur 4 cylindres de 6 ch. En 1903, il dissout sa société initiale et fonde à Londres la société anonyme Minerva Motors Limited. Après la construction d'une nouvelle usine à Anvers, la production de voitures démarre réellement en 1904 avec des modèles équipés de moteurs de deux, trois et quatre cylindres avec un entraînement par chaîne latérale et un châssis en bois renforcé, ainsi qu'un modèle de cyclecar : la « Minervette ». En 1907, des Minerva occupent les trois premières places de la course belge du Circuit des Ardennes, dans sa formule Kaiserpreis, le baron John Moore-Brabazon remportant l'épreuve.
Un certain Charles Rolls, directeur commercial de Minerva en Angleterre pour le compte de David Citroën vend d'abord des motos, puis la luxueuse « 2,9 litres 14ch ». Le marché le plus important pour le fabricant restera l'Angleterre – où la petite « Minervette » à monocylindre de 636 cm3 était la voiture la moins chère sur le marché –, suivie des Pays-Bas et de la France.
En 1908, Minerva obtient la licence d'exclusivité mondiale pour les moteurs Knight (en). Le moteur Knight à doubles chemises-tiroirs développé aux États-Unis par Charles Yale Knight (de) était particulièrement silencieux ; toutes les futures Minerva utiliseront ces moteurs à partir de cette date.
Au nombre des clients de Minerva, on compte des rois, comme les rois des Belges, de Suède ou de Norvège, ainsi que des célébrités comme Henry Ford ou encore l'artiste belge Anna Boch.
Pendant la Première Guerre mondiale, Sylvain de Jong et ses ingénieurs partent s'installer à Amsterdam aux Pays-Bas, où ils maintiennent le développement de leurs voitures. Certaines d'entre elles sont utilisées par l'armée belge pour lancer des attaques contre l'armée allemande, au début avec des fusils et des mitrailleuses légères surmontant simplement les véhicules. Jusqu'à la fin de la guerre, ces véhicules deviendront en plus en plus sophistiqués, et des autos-canons belges participeront aux combats en Russie.
En 1920, De Jong revient en Belgique pour relancer la production de voitures de luxe avec les modèles « 20CV 3,6 litres » à 4 cylindres et « 30 CV 5,3 litres » à six cylindres. Le succès du fabricant augmente non seulement en Europe, mais également aux États-Unis où des stars de cinéma, des hommes politiques et des industriels apprécient ces voitures. La Minerva possédait les mêmes qualités que la Rolls-Royce, tout en étant légèrement moins chère.
En 1923, de plus petits modèles sont introduits : la quatre cylindres « 2 litres 15CV » et la six cylindres « 3,4 litres 20CV » équipées en standard de freins aux quatre roues. En 1927, la 30CV est remplacée par la « 6 litres AK » et un nouveau modèle motorisé par un 2 litres 6 cylindres, la « 12-14 », est produit.
Les voitures de luxe continuent d'être une spécialité de Minerva. En 1930, plusieurs modèles imposants font leur apparition, l'« AL » de 6,6 litres et l'« AP » de 4 litres. À cause de la crise, le dernier modèle Minerva, la « M4 » de 2 litres de 1934, se vendra mal et, cette année-même, la firme sera déclarée en faillite.

### Société Nouvelle Minerva
Après le rachat de l'actif de la Minerva Motors par Mathieu van Roggen en 1939 est fondée la Société Nouvelle Minerva, dont le siège social est situé à Sprimont, puis par la suite à Mortsel, dans la banlieue anversoise. Quelques utilitaires continuent à être fabriqués sous le nom Minerva dans les usines d'Impéria, également propriété de Van Roggen. La nouvelle société abandonne la production des moteurs sans soupapes système Knight qui avaient fait la réputation des Minerva.

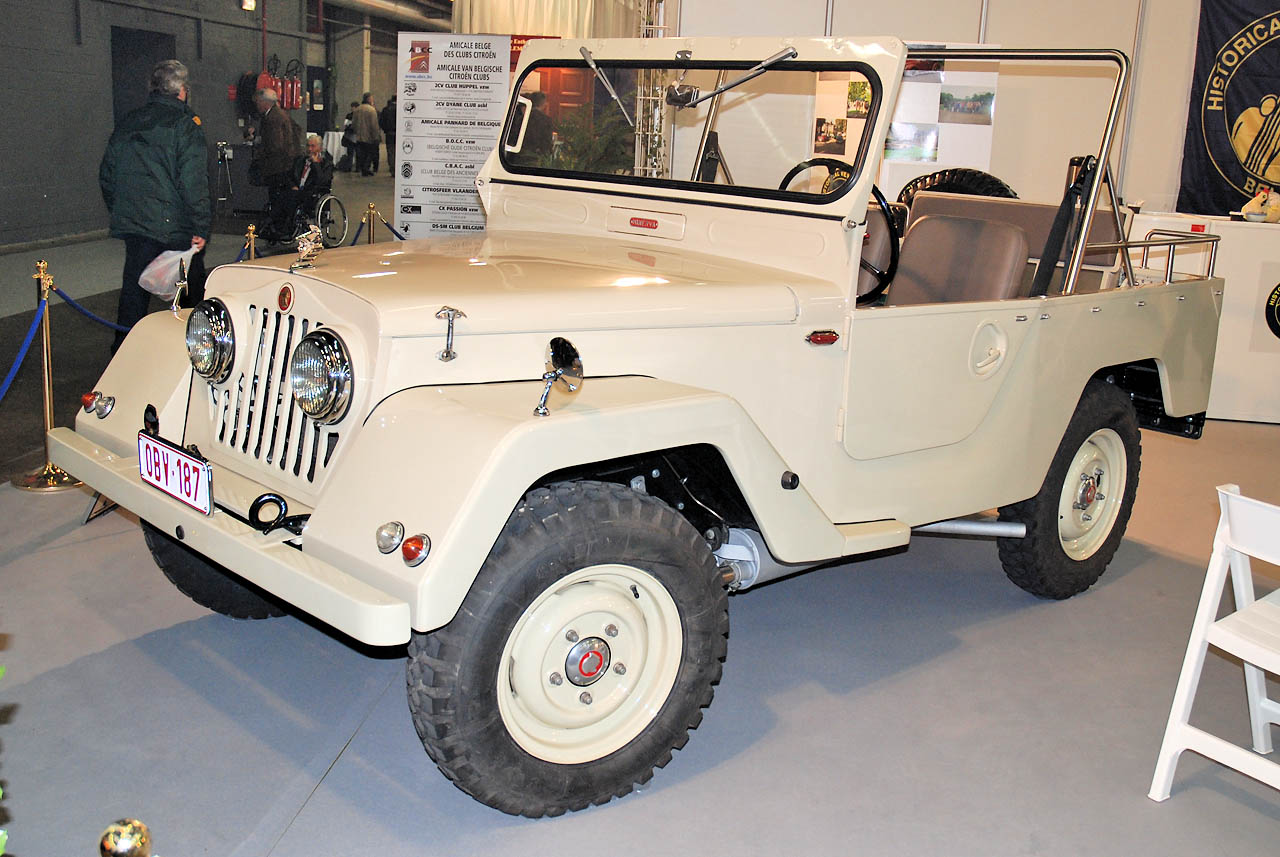
Prototype d'une jeep « civile » Minerva, 1957.

Durant la Seconde Guerre mondiale, l'usine de Mortsel est réquisitionnée et chargée de la réparation de moteurs d'avion. Cela lui vaut d'être bombardée à plusieurs reprises.
En 1952, la société construit, sous licence Land Rover, des véhicules de type 4×4 pour le compte de l'armée belge. Quelques véhicules du même type sont livrés à des clients civils. La firme fabrique également sous licence des voitures Armstrong Siddeley et des scooters Agusta. À partir de 1956, elle tente de produire un 4×4 totalement innovant, mais il ne dépassera pas le stade du prototype.
Le projet initial était de créer une « General Motors » en Belgique, au départ d'Impéria, et de relancer Minerva, deux marques belges parmi les plus célèbres. Malheureusement, Van Roggen n'aura jamais les moyens – financiers notamment – de ses ambitions.

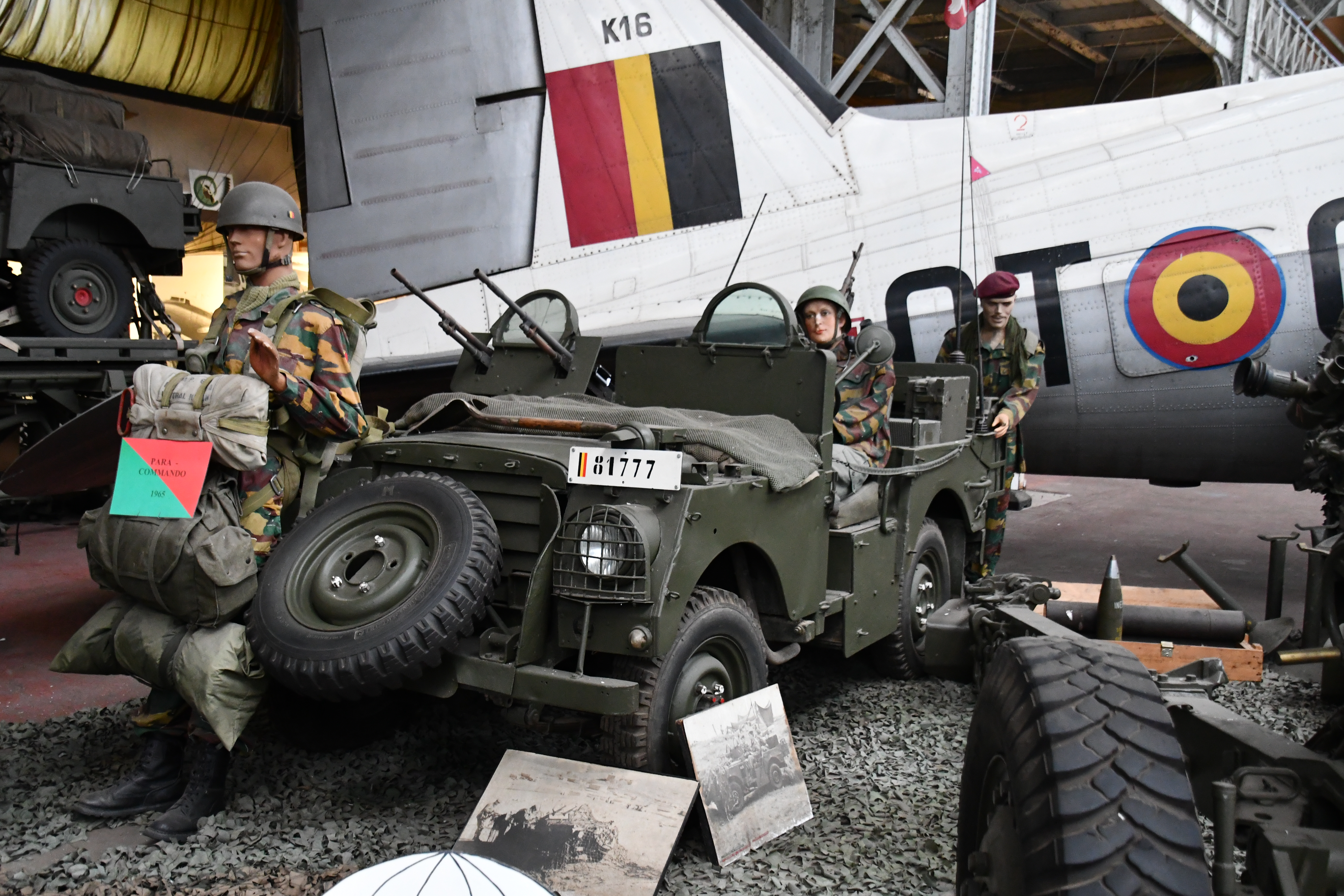
Jeep Recce Minerva Modèle 1952 sous licence Land Rover - Musée Royal de l'Armée et de l'Histoire Militaire - Bruxelles.

La firme est une nouvelle fois, et cette fois définitivement, déclarée en faillite en 1958.

## La marque aujourd'hui
Un concept-car "fictif" avait été dévoilé sur le site internet de Minerva en 2013. Ce modèle nommé J.M Brabazon, en hommage au pionnier de l'aviation John Moore-Brabazon, est une automobile de type super GT, équipée d'un moteur hybride V12 de 1000 ch et d'un moteur électrique de 200 ch pour une puissance totale de 1200 ch. Le châssis a un poids de 1 200 kg, ce qui lui confère un rapport poids/puissance de 1 kg pour 1 ch. Les performances de cette super GT hybride sont de l'ordre de +- 400 km/h en vitesse de pointe et un 0  à   100 km/h en 2,1 secondes. Enfin, l'autonomie en mode électrique est de 100 km sur route urbaine.
Onze ans après, en 2024, ce projet purement virtuel demeure sans suite. 

## Minerva et le sport

### Minerva Sport & Athletic Club
Le Minerva Sport & Athletic Club est un club sportif omnisports corporatif qui permettait aux membres du personnel de l'entreprise « Minerva » de pratiquer diverses disciplines.

### Minerve FC
Créée en 1920, cette section de football est une des huit fondatrices de la Ligue Sportive du Commerce d'Anvers, dénommé nos jours « Koninklijke Sportverbond Antwerpens Handel (KSAH) ». En 1925, « Minerve FC » s'affilie à l'URBSFA mais en démissionne en 1932.